# Lammps
Large-scale Atomic/Molecular Massively Parallel Simulator (LAMMPS) är en programvara för simulering av klassisk molekylärdynamik. Den bygger på fri källkod men administreras och distribueras av Sandia National Laboratory i USA. Koden består huvudsakligen av kod i C++ och har stort stöd för parallellisering.